# Dino Ortolani
Dino Ortolani es un personaje de ficción de la serie de televisión Oz, interpretado por Jon Seda.

## Historia en Oz
Dino Ortolani es el preso número 96C382, condenado el 12 de diciembre de 1996 por asesinato y asalto con arma mortal. Su sentencia es de cadena perpetua sin posibilidad de libertad condicional. Una vez en Oz, forma parte de los Italianos.

### Primera temporada
Ortolani está en Em City cuando se abre el bloque, y es asignado como padrino de Tobias Beecher, aunque su compañero de celda es Joey D'Angelo.
Ortolani es, aparte de violento, muy homófobo, racista y testarudo. Aunque es leal a Nino Schibetta y a los Italianos, no puede evitar sentirse amenazado cuando Ryan O'Reily, su rival más odiado y al que casi mata, llega a Oz, y posteriormente a Em City. Contrariamente a su voluntad, Nino Schibetta le ordena no hacer nada respecto a ese asunto. Pero no hace así O'Reily, que busca quien le haga el trabajo de liquidar a Ortolani entre las bandas de Em City, aunque todas rehúsan.
Mientras está en la ducha, se le insinúa Billy Keane, el hermano de Jefferson Keane, jefe de los Negros. Ortolani le da una paliza casi de muerte, y como castigo y para que aprenda tolerancia, Tim McManus le aparta de la cocina y le pone a trabajar con los enfermos del sida. Ortolani está muy enfadado, pues considera que los enfermos son "maricones" y débiles. Sin embargo, empieza a hacer buenas migas con uno en particular, Emilio Sánchez.
A la par, y enfadado por la paliza que le ha dado a su hermano, Jefferson Keane se alía con O'Reily para asesinar a Ortolani, y le encargan ese trabajo a Johnny Post, al que se encargan de hacer trabajar en el hospital.
Jeanie, la esposa de Ortolani, acude a una visita a Ortolani con sus dos hijos, pero Ortolani le aconseja que rehaga su vida, y se marcha furioso. Mientras, la doctora Gloria Nathan se ve desbordada por Ortolani, que pretende ligar con ella. Incluso aconseja a McManus que se le administren tranquilizantes.
Sánchez, el enfermo de sida, continuamente le pide a Ortolani que le ayude a morir. Al principio, Ortolani se niega, pero más tarde recapacita, y una noche ahoga a Sánchez mientras todos duermen. Sin embargo, es visto por uno de los enfermos y es enviado al agujero. McManus y la doctora Nathan se encargan de administrarle Lorazipan, lo que le seda completamente.
Es entonces cuando O'Reily usa sus contactos para mover los hilos y dejar entrar a Post donde Ortolani reposa sedado. Post entra, echa líquido inflamable sobre Ortolani y lo prende, y éste muere abrasado.

### Sexta temporada
El espíritu de Dino Ortolani narra uno de los episodios.